# Даљиномер
Даљиномер је уређај дизајниран за одређивање удаљености од посматрача до објекта. Користи се у геодезији, за фокусирање код фотографисања, у нишанима оружја, система за бомбардовање итд.

## Врсте даљиномера
Уређаји за даљиномер су подељени на активне и пасивне:

#### Активни:
- звучни даљиномер;
- светлосни даљиномер;
- ласерски даљиномер;
- радио даљиномер;
- други дизајни;

#### Пасивни:
- даљиномери који користе оптичку паралаксу (нпр. даљиномерна камера);
- даљиномери који користе подударање објекта са неким шаблоном (нитни даљиномер, итд.);
- други дизајни.

## Принцип рада

### Уређај и принцип рада оптичког даљиномера
Принцип рада даљиномера активног типа је мерење времена које је потребно да сигнал који шаље даљиномер пређе растојање до објекта и назад. Претпоставља се да је брзина простирања сигнала (брзина светлости или звука) позната.
Мерење удаљености помоћу даљиномера пасивног типа заснива се на одређивању висине ℎ једнакокраког троугла АБЦ, на пример на познатој страни АБ=л (основа) и супротни оштар угао бета (тзв. угао паралаксе). Једна од количина л или бета је обично константа, а друга је променљива (мерена). По овом основу разликују се даљиномери са константним углом и даљиномери са константном базом.  АБ=л — растојање између сочива даљиномера (основа даљиномера)
Ц - објекат до којег желите да одредите растојање ℎ
х је растојање између даљиномера и објекта посматрања

## Артиљеријски даљиномер
Крајем 1860-их, руски официр и војни инжењер Василиј Фомич Петрушевски изумео је први у свету, уређај за тачно одређивање удаљености до циља, који је коришћен у обалској артиљерији. 1868. обалски артиљеријски даљиномер Петрушевског је успешно тестиран на батеријама у Кронштату. Даљиномери Петрушевског значајно су побољшали квалитет ватре обалске артиљерије.
Извори
1. ↑  Григорий Георгиевич, Сидоренко; Олег Георгиевич, Сидоренко; Дмитрий Сергеевич, Термосесов (2022). „STOCK MARKET PRICING: CAPITAL ASSET RETURNS MODEL (CAPM) AND FAMA-FRENCH MODEL”. STATE AND MUNICIPAL MANAGEMENT SCHOLAR NOTES. 1 (2): 135—141. ISSN 2079-1690. doi:10.22394/2079-1690-2022-1-2-135-141.
2. ↑  „Прилагаемые правила (том II)”. Европейское соглашение о международной перевозке опасных грузов по внутренним водным путям ВОПОГ 2019. 2020-04-17. doi:10.18356/d344cdfe-ru.